# Tiến động của Mặt Trăng

Chu kỳ Mặt Trăng đứng tĩnh: sau mỗi 18,6 năm, biên độ xích vĩ hàng tháng của Mặt Trăng đạt một giá trị lớn nhất hoặc nhỏ nhất.

Tiến động của Mặt Trăng là thuật ngữ dùng để chỉ ba loại chuyển động tiến động khác nhau liên quan đến Mặt Trăng. Trước hết, nó có thể chỉ tới sự thay đổi phương hướng của trục quay của Mặt Trăng đối với một mặt phẳng tham chiếu, tuân theo các định luật thông thường của tiến động của những vật thể quay. Ngoài ra, quỹ đạo của Mặt Trăng cũng thực hiện hai loại chuyển động tiến động quan trọng khác: tiến động cận điểm và tiến động điểm nút.

## Tiến động trục quay
Tương tự Trái Đất, trục quay của Mặt Trăng cũng thực hiện tiến động. Do độ nghiêng trục quay của Mặt Trăng chỉ bằng 1,5° so với hoàng đạo (mặt phẳng quỹ đạo của Trái Đất xung quanh Mặt Trời), hiệu ứng này là rất nhỏ. Sau một chu kỳ 18,6 năm, cực bắc của Mặt Trăng vạch ra một đường tròn nhỏ xung quanh một điểm trong chòm sao Thiên Long, trong khi đó một cách tương ứng, cực nam của Mặt Trăng vạch ra một đường tròn nhỏ xung quanh một điểm trong chòm sao Kiếm Ngư. Tương tự Trái Đất, sự tiến động của trục quay của Mặt Trăng theo chiều từ đông sang tây - trong khi sự tiến động cận điểm theo cùng chiều với chiều tự quay, tức là từ tây sang đông.

## Tiến động cận điểm

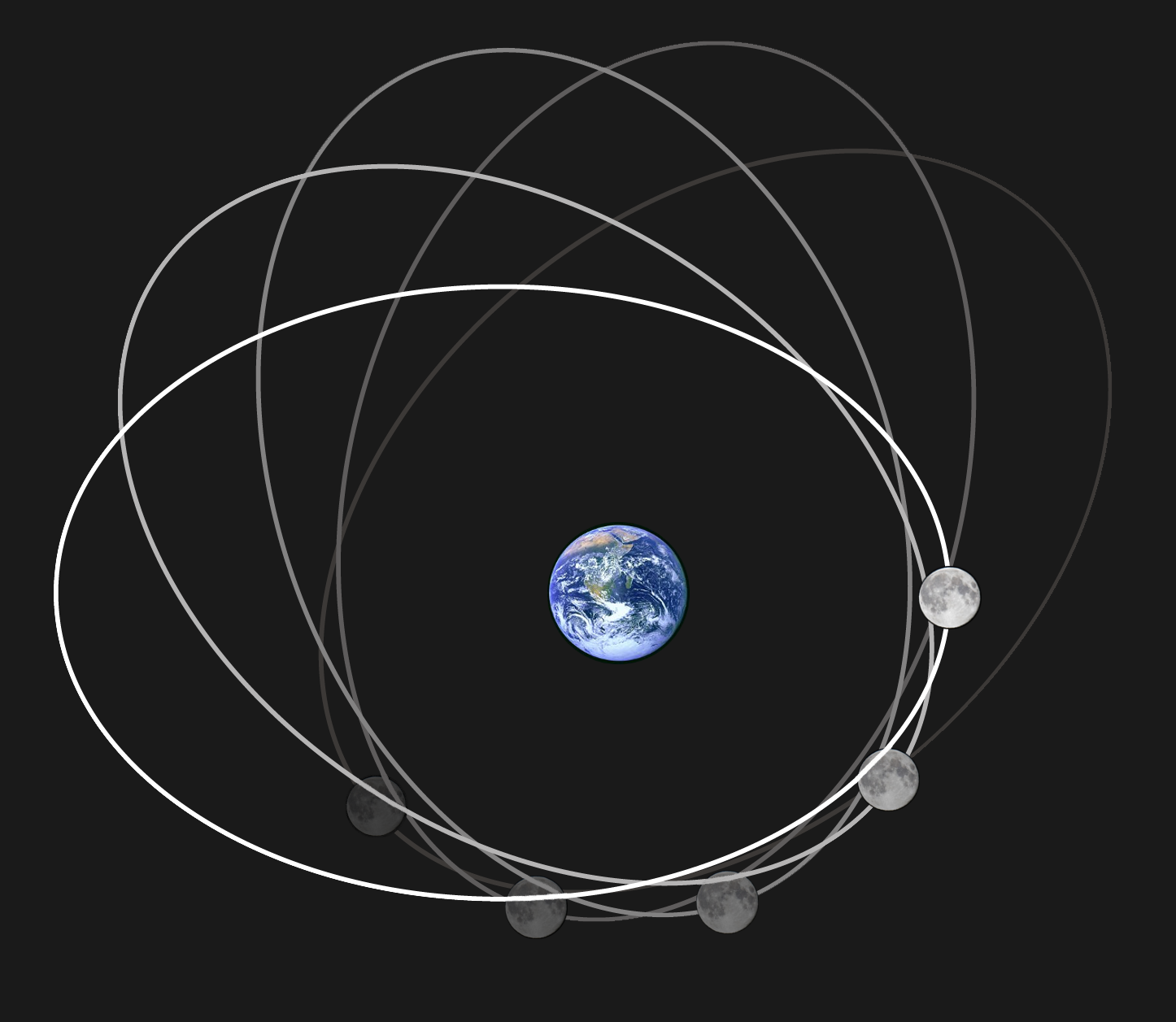
Tiến động cận điểm xảy ra khi hướng của bán trục lớn của quỹ đạo Mặt Trăng quay với chu kỳ mỗi vòng 8,85 năm theo cùng chiều với chiều tự quay của Mặt Trăng. Bức ảnh này nhìn từ phía trên mô tả cực nam địa lý của Trái Đất và hình dạng elip của quỹ đạo Mặt Trăng (ở đây được phóng đại để thể hiện rõ sự tiến động, trên thực tế dạng quỹ đạo của Mặt Trăng rất gần với đường tròn) quay từ quỹ đạo màu trắng tới xám dần.

Kiểu tiến động này là của bán trục lớn (đường nối giữa điểm cận địa và điểm viễn địa) của quỹ đạo elip của Mặt Trăng, thực hiện tiến động theo chiều từ tây sang đông, quay một vòng 360° sau mỗi khoảng 8,85 năm. Đây là lý do tại sao thời gian của một tháng điểm cận địa (thời gian Mặt Trăng chuyển động từ điểm cận địa tới điểm viễn địa và quay trở lại) dài hơn một tháng thiên văn (thời gian Mặt Trăng hoàn thành một vòng quỹ đạo theo hệ quy chiếu gắn với các sao cố định). Sự tiến động cận điểm hoàn thành một vòng quay trong khoảng thời gian sao cho số tháng thiên văn lớn hơn số tháng điểm cận địa là một tháng, tức là sau 3233 ngày (8,85 năm).

## Tiến động điểm nút
Một loại khác của tiến động quỹ đạo Mặt Trăng chính là tiến động của mặt phẳng quỹ đạo. Chu kỳ của tiến động điểm nút được định nghĩa là thời gian để điểm nút lên của quỹ đạo chuyển động hết một vòng 360° so với điểm xuân phân (điểm thu phân ở Nam Bán Cầu). Nó mất 18,6 năm và hướng chuyển động là từ đông sang tây, tức là ngược với chiều chuyển động của Trái Đất trên quỹ đạo quanh Mặt Trời nếu nhìn xuống từ thiên cực Bắc. Đây là lý do tại sao một tháng giao điểm hay chu kỳ giao điểm (thời gian để Mặt Trăng quay trở về chính điểm nút đó trên quỹ đạo) lại ngắn hơn một tháng thiên văn. Sau một chu kỳ tiến động điểm nút, số tháng giao điểm hơn số tháng thiên văn là đúng một tháng. Chu kỳ này khoảng 6793 ngày (hay 18,60 năm).

Các điểm nút là các điểm nơi quỹ đạo của Mặt Trăng cắt mặt phẳng hoàng đạo.

Một hệ quả của sự tiến động điểm nút là thời gian để Mặt Trời quay về đúng điểm nút của Mặt Trăng, hay năm nhật thực, ngắn hơn 18,6377 ngày so với một năm thiên văn. Số vòng quỹ đạo quanh Mặt Trời (năm) trong một chu kỳ tiến động điểm nút Mặt Trăng bằng chu kỳ quỹ đạo (một năm) chia cho sự chênh lệch này, trừ đi 1: 365,2422/18,6377 − 1.
Chu kỳ tiến động này ảnh hưởng tới độ cao của thủy triều. Trong một nửa chu kỳ các mức triều cao và triều thấp là kém khắc nghiệt hơn nửa sau của chu kỳ bởi thủy triều được khuếch đại lên với mức triều cao lớn hơn mức trung bình và mức triều thấp thấp hơn mức trung bình.